# Wolfgang Schüssel
Wolfgang Schüssel (født 7. juni 1945 i Wien, Østrig) er en kristendemokratisk østrigsk politiker. Han var Østrigs forbundskansler fra 2000 til 2007 og formand for det østrigske folkeparti, ÖVP, fra 1995 til 2007. Han er stadig medlem af Nationalrådet og formand for ÖVP's parlamentsgruppe.

## Eksterne links
- Wikimedia Commons har flere filer relateret til Wolfgang Schüssel

| Efterfulgte: Viktor Klima | Østrigs kanslere 2000–2007 | Efterfulgtes af: Alfred Gusenbauer |